# Marion Bartoli
Marion Bartoli (Le Puy-en-Velay, 2 ottobre 1984) è un'ex tennista francese.
Vincitrice del Torneo di Wimbledon 2013, in carriera si è aggiudicata in tutto 8 titoli WTA in singolare e 3 in doppio e ha raggiunto la posizione nº7 in classifica mondiale nel gennaio 2012.  Non ha preso parte a nessuna edizione dei Giochi olimpici e ha disputato pochissime sfide in Fed Cup, anche a causa dei cattivi rapporti del padre con la Federazione Francese. Ha annunciato il ritiro per i cronici problemi fisici nell'agosto 2013 all'età di 29 anni, dopo neanche due mesi dalla conquista del suo unico torneo del Grande Slam.
Tennista destrimane, è stata spesso al centro dell'attenzione per il suo stile di gioco ben poco "ortodosso" con un movimento al servizio molto particolare (e macchinoso) e la presa bimane su entrambi i colpi da fondocampo che le hanno comunque permesso di ottenere risultati eccellenti.

## Biografia
Il 7 gennaio 2006 ha vinto il primo torneo WTA, battendo in finale Vera Zvonarëva 6-2, 6-2. Lo stesso anno ha perso la finale a Bali, battuta 7-5, 6-2 da Svetlana Kuznecova. L'8 ottobre, ha vinto il secondo titolo dell'anno a Tokyo, ai danni della giapponese Aiko Nakamura per 2-6, 6-2, 6-2. Il 5 novembre ha lasciato a zero Ol'ga Alekseevna Pučkova nella finale a Québec.
Il 7 maggio 2007 ha battuto Akiko Morigami nella finale del torneo di Praga. A Wimbledon è stata sconfitta da Venus Williams nell'ultimo atto, dopo aver battuto Justine Henin in rimonta in semifinale. 

Il 2008 è stato  un anno pieno di infortuni per la francese. Il 20 luglio è arrivata per lei la prima finale dell'anno a Stonford, ma ha finito per perderla contro Aleksandra Wozniak, giocatrice che proveniva dalle qualificazioni.

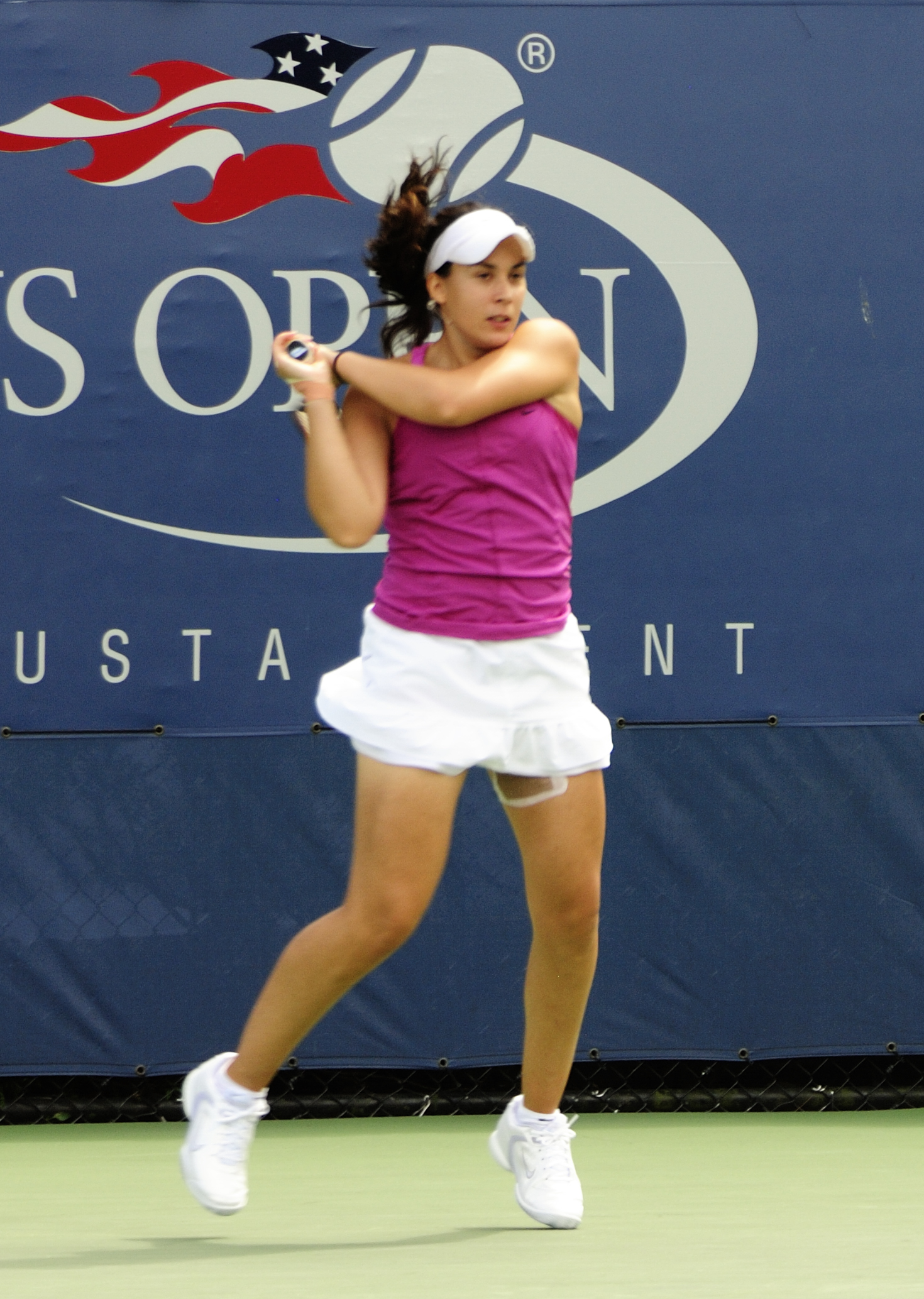
Marion Bartoli allo US Open 2009.

 Nel 2009 è giunta in 4 finali. A Brisbane è stata eliminata in finale dalla Azaranka per 6-3 6-1. A Monterrey ha battuto Li Na, vincendo  così il 4º titolo. A Stanford ha vinto contro Venus Williams, mentre a Bali si è ritirata contro Aravane Rezaï. 
Il 20 marzo 2011 ha perso la finale ad Indian Wells contro Caroline Wozniacki. Il 21 maggio si è ritirata nella finale di Strasburgo contro Andrea Petković.
Il 18 giugno ha battuto in tre set Petra Kvitová nella finale di Eastbourne. Il 31 luglio ha perso malamente contro Serena Williams in finale a Stanford. Il 16 ottobre ha conquistato il 7º titolo ad Osaka, battendo in finale Samantha Stosur. Il 12 febbraio 2012 è stata sconfitta da Angelique Kerber nella finale del torneo di casa a Parigi, in tre combattutissimi set. Il 22 luglio 2012 ha perso la seconda finale dell'anno a San Diego in due set contro la slovacca Dominika Cibulková.
Il 6 luglio 2013 si è aggiudicata il suo primo torneo del Grande Slam battendo Sabine Lisicki con il punteggio di 6-1, 6-4 nella finale del Torneo di Wimbledon. La Bartoli ha vinto la competizione senza perdere neanche un set (sesta giocatrice a riuscirci), ma non ha mai dovuto affrontare una giocatrice qualificata tra le top ten né con un ranking superiore al suo (era testa di serie n.15 all'inizio del torneo). È stata la prima tennista della storia a vincere un torneo del Grande Slam senza aver affrontato una giocatrice qualificata tra le prime 15, e la sua vittoria è stata una delle più inattese di sempre: in nessuno dei tornei del 2013 a cui aveva partecipato fino a quel momento Marion Bartoli era mai riuscita a superare il secondo turno. Alla fine di Wimbledon la vittoria l'ha proiettata al settimo posto del ranking mondiale, il suo miglior piazzamento, già raggiunto nel gennaio del 2012. 
Il 15 agosto, dopo una sconfitta con l'emergente rumena Simona Halep nel torneo di Cincinnati, ha annunciato il suo ritiro dall'attività agonistica.
A gennaio 2018 ha fatto sapere di voler rientrare nel circuito WTA ; tuttavia nel giugno dello stesso anno ha comunicato il suo ritiro definitivo a causa di problemi cronici alla schiena, senza giocare una partita ufficiale.

## Vita privata
Dall'agosto 2013, una volta annunciato il suo ritiro, Marion si è dedicata a una vita fatta di lunghe ore di palestra e a una dieta più sana, rimodellando il suo corpo e riuscendo a perdere in tre anni circa 30 chili, ricordando ai propri fan preoccupati del cambiamento: "Pesavo così anche a 16-17 anni. Oggi sono soddisfatta del mio corpo". E facendo riferimento ai suoi anni da tennista, ha chiarito: "Ho costruito il mio corpo per diventare una campionessa, il mio corpo esprimeva potenza. Non mi importavano i commenti della gente, volevo solo scrivere il mio nome sul trofeo".
Nel luglio 2016 ha ammesso di essere dimagrita eccessivamente in quanto affetta da un disturbo alimentare e di aver pertanto iniziato cure in una struttura specializzata. Dopo alcune settimane è riapparsa in pubblico esibendo un fisico nella norma; nell'autunno dello stesso anno ha disputato la maratona di New York.
Nel novembre 2019 ha sposato il calciatore belga Yahya Boumediene, da cui ha avuto una figlia, Kamilya, nel 2020.

## Statistiche

### Singolare

#### Vittorie (8)
| Legenda: Prima del 2009     | Legenda: Dal 2009     |
| --------------------------- | --------------------- |
| Grande Slam (1)             |                       |
| Ori Olimpici (0)            |                       |
| WTA Finals (0)              |                       |
| Tournament of Champions (0) |                       |
| Tier I (0)                  | Premier Mandatory (0) |
| Tier II (0)                 | Premier 5 (0)         |
| Tier III (1)                | Premier (2)           |
| Tier IV (2)                 | International (2)     |

| N. | Data            | Torneo                                 | Superficie    | Avversario in finale     | Punteggio     |
| 1. | 7 gennaio 2006  | ASB Classic, Auckland                  | Cemento       | Vera Zvonarëva           | 6–2, 6–2      |
| 2. | 8 ottobre 2006  | Japan Open Tennis Championships, Tokyo | Cemento       | Aiko Nakamura            | 2–6, 6–2, 6–2 |
| 3. | 5 novembre 2006 | Bell Challenge, Québec                 | Sintetico (i) | Ol'ga Alekseevna Pučkova | 6–0, 6–0      |
| 4. | 8 marzo 2009    | Monterrey Open, Monterrey              | Cemento       | Li Na                    | 6–4, 6–3      |
| 5. | 2 agosto 2009   | Bank of the West Classic, Stanford     | Cemento       | Venus Williams           | 6–2, 5-7, 6–4 |
| 6. | 18 giugno 2011  | AEGON International, Eastbourne        | Erba          | Petra Kvitová            | 6–1, 4–6, 7–5 |
| 7. | 16 ottobre 2011 | HP Open, Osaka                         | Cemento       | Samantha Stosur          | 6-3, 6-1      |
| 8. | 6 luglio 2013   | Torneo di Wimbledon, Londra            | Erba          | Sabine Lisicki           | 6-1, 6-4      |

#### Sconfitte (11)
| Legenda: Prima del 2009     | Legenda: Dal 2009     |
| --------------------------- | --------------------- |
| Grande Slam (1)             |                       |
| Argenti Olimpici (0)        |                       |
| WTA Finals (0)              |                       |
| Tournament of Champions (1) |                       |
| Tier I (0)                  | Premier Mandatory (1) |
| Tier II (1)                 | Premier 5 (0)         |
| Tier III (1)                | Premier (3)           |
| Tier IV (1)                 | International (3)     |

| N.  | Data              | Torneo                                   | Superficie  | Avversario in finale | Punteggio        |
| 1.  | 11 settembre 2006 | Commonwealth Bank Tennis Classic, Bali   | Cemento (i) | Svetlana Kuznecova   | 5-7, 2-6         |
| 2.  | 7 maggio 2007     | I. ČLTK Prague Open, Praga               | Terra rossa | Akiko Morigami       | 1-6, 3-6         |
| 3.  | 7 luglio 2007     | Torneo di Wimbledon, Londra              | Erba        | Venus Williams       | 4-6, 1-6         |
| 4.  | 20 luglio 2008    | Bank of the West Classic, Stanford       | Cemento     | Aleksandra Wozniak   | 5-7, 3-6         |
| 5.  | 10 gennaio 2009   | Brisbane International, Brisbane         | Cemento     | Viktoryja Azaranka   | 3-6, 1-6         |
| 6.  | 8 novembre 2009   | Tournament of Champions, Bali            | Cemento (i) | Aravane Rezaï        | 5-7, rit.        |
| 7.  | 20 marzo 2011     | BNP Paribas Open, Indian Wells           | Cemento     | Caroline Wozniacki   | 1-6, 6-2, 3-6    |
| 8.  | 21 maggio 2011    | Internationaux de Strasbourg, Strasburgo | Terra rossa | Andrea Petković      | 4-6, 0-1 rit.    |
| 9.  | 31 luglio 2011    | Bank of the West Classic, Stanford (2)   | Cemento     | Serena Williams      | 5-7, 1-6         |
| 10. | 12 febbraio 2012  | Open GDF Suez, Parigi                    | Cemento (i) | Angelique Kerber     | 6(3)-7, 7-5, 3-6 |
| 11. | 22 luglio 2012    | San Diego Open, San Diego                | Cemento     | Dominika Cibulková   | 1-6, 5-7         |

### Doppio

#### Vittorie (3)
| Legenda          |
| ---------------- |
| Grande Slam (0)  |
| Ori Olimpici (0) |
| WTA Finals (0)   |
| Tier I (0)       |
| Tier II (0)      |
| Tier III (0)     |
| Tier IV (3)      |

| N. | Data            | Torneo                                               | Superficie  | Compagna            | Avversarie in finale              | Punteggio |
| 1. | 11 aprile 2004  | Grand Prix SAR La Princesse Lalla Meryem, Casablanca | Terra rossa | Émilie Loit         | Els Callens Katarina Srebotnik    | 6–4, 6–2  |
| 2. | 6 febbraio 2005 | Pattaya Women's Open, Pattaya                        | Cemento     | Anna-Lena Grönefeld | Marta Domachowska Silvija Talaja  | 6–3, 6–2  |
| 3. | 14 maggio 2006  | I. ČLTK Prague Open, Praga                           | Terra rossa | Shahar Peer         | Ashley Harkleroad Bethanie Mattek | 6–4, 6–4  |

#### Sconfitte (4)
| Legenda              |
| -------------------- |
| Grande Slam (0)      |
| Argenti Olimpici (0) |
| WTA Finals (0)       |
| Tier I (0)           |
| Tier II (3)          |
| Tier III (0)         |
| Tier IV (1)          |

| N. | Data            | Torneo                         | Superficie    | Compagna              | Avversarie in finale                          | Punteggio        |
| 1. | 9 febbraio 2003 | Open Gaz de France, Parigi     | Sintetico (i) | Stéphanie Cohen-Aloro | Barbara Schett Patty Schnyder                 | 6–2, 2–6, 6(5)–7 |
| 2. | 26 ottobre 2003 | Generali Ladies Linz, Linz     | Cemento (i)   | Anna-Lena Grönefeld   | Liezel Huber Ai Sugiyama                      | 1–6, 6(6)–7      |
| 3. | 11 ottobre 2004 | Tashkent Open, Tashkent        | Cemento       | Mara Santangelo       | Adriana Serra Zanetti Antonella Serra Zanetti | 6–1, 3–6, 4–6    |
| 4. | 8 gennaio 2007  | Medibank International, Sydney | Cemento       | Meilen Tu             | Anna-Lena Grönefeld Meghann Shaughnessy       | 3–6, 6–3, 6(2)–7 |

## Risultati in progressione
| Sigla | Risultato               |
| ----- | ----------------------- |
| V     | Vincitore               |
| F     | Finalista               |
| SF    | Semifinalista           |
| O     | Oro olimpico            |
| A     | Argento olimpico        |
| SF    | Bronzo olimpico         |
| QF    | Quarti di Finale        |
| 4T    | Quarto turno            |
| 3T    | Terzo turno             |
| 2T    | Secondo turno           |
| 1T    | Primo turno             |
| RR    | Round Robin             |
| LQ    | Turno di qualificazione |
| A     | Assente                 |
| ND    | Non disputato           |

| Legenda superfici    |
| -------------------- |
| Cemento              |
| Terra battuta        |
| Erba                 |
| Superficie variabile |

### Singolare
| Tornei del Grande Slam  |               |               |               |               |               |               |               |               |               |               |               |               |               |         |         |
| Australian Open         | A             | 1T            | 1T            | 2T            | 2T            | 2T            | 2T            | 1T            | QF            | 3T            | 2T            | 3T            | 3T            | 0 / 12  | 15–12   |
| Open di Francia         | 1T            | 1T            | 2T            | 1T            | 1T            | 2T            | 4T            | 1T            | 2T            | 3T            | SF            | 2T            | 3T            | 0 / 13  | 16–13   |
| Wimbledon               | A             | A             | 1T            | 3T            | 2T            | 2T            | F             | 3T            | 3T            | 4T            | QF            | 2T            | V             | 1 / 11  | 28–10   |
| US Open                 | A             | 3T            | 1T            | 2T            | 3T            | 3T            | 4T            | 4T            | 2T            | 2T            | 2T            | QF            | A             | 0 / 11  | 20–11   |
| Vittorie-sconfitte      | 0–1           | 2–3           | 1–4           | 4–4           | 4–4           | 5–4           | 13–4          | 5–4           | 8–4           | 7–4           | 11–4          | 8–4           | 11–2          | 1 / 47  | 79–46   |
| Torneo di fine annos    |               |               |               |               |               |               |               |               |               |               |               |               |               |         |         |
| WTA Tour Championships  | A             | A             | A             | A             | A             | A             | RR            | A             | A             | A             | RR            | A             | A             | 0 / 2   | 2–1     |
| Tournament of Champions | Non disputato | Non disputato | Non disputato | Non disputato | Non disputato | Non disputato | Non disputato | Non disputato | F             | A             | QF            | A             | A             | 0 / 2   | 3–2     |
| WTA Premier Mandatory   |               |               |               |               |               |               |               |               |               |               |               |               |               |         |         |
| Indian Wells            | A             | A             | 2T            | 1T            | 2T            | 3T            | 4T            | 4T            | 2T            | 4T            | F             | QF            | 4T            | 0 / 11  | 18–11   |
| Miami                   | A             | A             | QF            | A             | 2T            | 3T            | 2T            | 2T            | 2T            | SF            | 4T            | SF            | 2T            | 0 / 10  | 15–10   |
| Madrid                  | Non disputato | Non disputato | Non disputato | Non disputato | Non disputato | Non disputato | Non disputato | Non disputato | 1T            | 2T            | 2T            | 1T            | 3T            | 0 / 5   | 4–5     |
| Pechino                 | Tier IV       | Tier IV       | Tier II       | Tier II       | Tier II       | Tier II       | Tier II       | Tier II       | SF            | 1T            | 3T            | SF            | A             | 0 / 4   | 10–4    |
| WTA Premier 5           |               |               |               |               |               |               |               |               |               |               |               |               |               |         |         |
| Dubai                   | Tier II       | Tier II       | Tier II       | Tier II       | Tier II       | Tier II       | Tier II       | Tier II       | 3T            | 3T            | 3T            | Premier       | Premier       | 0 / 3   | 6–3     |
| Doha                    | Tier III      | Tier III      | Tier III      | Tier II       | Tier II       | Tier II       | Tier II       | 2T            | Non disputato | Non disputato | P             | SF            | 2T            | 0 / 3   | 4–3     |
| Roma                    | A             | A             | A             | Q2            | A             | A             | A             | 3T            | 2T            | A             | 2T            | 2T            | A             | 0 / 4   | 3–4     |
| Montréal / Toronto      | A             | A             | 2T            | A             | 2T            | 3T            | QF            | SF            | 1T            | QF            | 1T            | 3T            | 3T            | 0 / 10  | 15–10   |
| Cincinnati              | Non disputato | Non disputato | Non disputato | Tier III      | Tier III      | Tier III      | Tier III      | Tier III      | 1T            | QF            | 3T            | 2T            | 2T            | 0 / 5   | 4–5     |
| Tokyo                   | A             | A             | A             | A             | A             | 2T            | 1T            | 2T            | QF            | 3T            | QF            | 3T            | A             | 0 / 7   | 11–7    |
| Tier I                  |               |               |               |               |               |               |               |               |               |               |               |               |               |         |         |
| Charleston              | A             | A             | 1T            | A             | A             | 3T            | 2T            | 2T            | Premier       | Premier       | Premier       | Premier       | Premier       | 0 / 4   | 4–4     |
| Berlino                 | A             | A             | Q1            | Q2            | A             | A             | A             | 3T            | Non disputato | Non disputato | Non disputato | Non disputato | Non disputato | 0 / 1   | 1–1     |
| San Diego               | Tier II       | Tier II       | Tier II       | 3T            | 1T            | 1T            | 3T            | Non disputato | Non disputato | Premier       | Premier       | Premier       | Premier       | 0 / 4   | 3–4     |
| Mosa                    | A             | A             | A             | A             | A             | A             | 2T            | 1T            | Premier       | Premier       | Premier       | Premier       | Premier       | 0 / 2   | 1–2     |
| Zurigo                  | A             | A             | A             | A             | A             | 1T            | QF            | T II          | Non disputato | Non disputato | Non disputato | Non disputato | Non disputato | 0 / 2   | 2–2     |
| Career statistics       | 2001          | 2002          | 2003          | 2004          | 2005          | 2006          | 2007          | 2008          | 2009          | 2010          | 2011          | 2012          | 2013          | No.     | No.     |
| Titoli vinti–finali     |               |               |               |               |               |               |               |               |               |               |               |               |               |         |         |
| Tornei giocati          | 1             | 3             | 21            | 23            | 25            | 31            | 31            | 26            | 24            | 21            | 29            | 25            | 16            | 276     | 276     |
| Titoli vinti            | 0             | 0             | 0             | 0             | 0             | 3             | 0             | 0             | 2             | 0             | 2             | 0             | 1             | 8       | 8       |
| Finali raggiunte        | 0             | 0             | 0             | 0             | 0             | 4             | 2             | 1             | 4             | 0             | 5             | 2             | 1             | 19      | 19      |
| Vittorie-sconfitte      |               |               |               |               |               |               |               |               |               |               |               |               |               |         |         |
| Cemento                 | N.D.          | 2–2           | 13–11         | 21–13         | 18–19         | 32–17         | 18–16         | 20–16         | 34–14         | 25–13         | 38–17         | 34–17         | 11–10         | 266–165 | 266–165 |
| Terra rossa             | 0–1           | 0–1           | 3–5           | 3–6           | 0–1           | 4–6           | 14–7          | 3–6           | 7–6           | 3–5           | 11–7          | 3–6           | 4–4           | 55–61   | 55–61   |
| Erba                    | N.D.          | N.D.          | 1–3           | 2–2           | 3–3           | 3–3           | 12–3          | 4–3           | 5–2           | 5–2           | 9–1           | 4–2           | 8–0           | 56–24   | 56–24   |
| Sintetico               | N.D.          | N.D.          | 2–2           | 0–0           | 5–2           | 6–2           | 3–5           | 2–1           | 0–0           | 1–1           | 0–0           | 0–0           | 0–0           | 19–13   | 19–13   |
| Totale                  | 0–1           | 2–3           | 19–21         | 26–21         | 26–25         | 45–28         | 47–31         | 29–26         | 46–22         | 34–21         | 58–25         | 41–25         | 23–14         | 396–263 | 396–263 |
| Ranking di fine anno    |               |               |               |               |               |               |               |               |               |               |               |               |               |         |         |
| Ranking                 | 345           | 106           | 57            | 41            | 40            | 17            | 10            | 17            | 11            | 16            | 9             | 11            | 13            |         |         |

### Doppio nei tornei del Grande Slam
| Torneo          | 2002 | 2003 | 2004 | 2005 | 2006 | 2007 |
| --------------- | ---- | ---- | ---- | ---- | ---- | ---- |
| Australian Open | A    | 2T   | 3T   | 3T   | A    | 1T   |
| Open di Francia | 1T   | 2T   | 2T   | 4T   | 4T   | 1T   |
| Wimbledon       | A    | 2T   | QF   | 3T   | 2T   | 3T   |
| US Open         | A    | SF   | 1T   | 1T   | 2T   | A    |

### Doppio misto nei tornei del Grande Slam
| Torneo          | 2004 | 2005 | 2006 | 2007 | 2008 | 2009 | 2010 | 2011 | 2012 | 2013 |
| --------------- | ---- | ---- | ---- | ---- | ---- | ---- | ---- | ---- | ---- | ---- |
| Australian Open | A    | A    | A    | A    | A    | A    | A    | A    | A    | A    |
| Open di Francia | 1T   | A    | A    | A    | A    | A    | A    | A    | A    | A    |
| Wimbledon       | 2T   | A    | A    | A    | A    | A    | A    | A    | A    | 1T   |
| US Open         | A    | A    | A    | A    | A    | A    | A    | A    | A    | A    |

## Vittorie contro giocatrici Top 10
| Stagione | 2003 | 2004 | 2005 | 2006 | 2007 | 2008 | 2009 | 2010 | 2011 | 2012 | Totale |
| Vittorie | 1    | 0    | 0    | 3    | 4    | 2    | 4    | 2    | 6    | 2    | 24     |

| #    | Giocatrice             | Ranking | Evento                                 | Superficie  | Turno | Punteggio          | Rank. MBR |
| ---- | ---------------------- | ------- | -------------------------------------- | ----------- | ----- | ------------------ | --------- |
| 2003 |                        |         |                                        |             |       |                    |           |
| 1.   | Lindsay Davenport      | 6       | Miami Open, Miami                      | Cemento     | 4T    | 6-0, rit.          | 87        |
| 2006 |                        |         |                                        |             |       |                    |           |
| 2.   | Nadia Petrova (1)      | 9       | ASB Classic, Auckland                  | Cemento     | SF    | 3-6, 6-4, 2-1 rit. | 37        |
| 3.   | Nadia Petrova (2)      | 6       | Pilot Pen Tennis, New Haven            | Cemento     | 2T    | 4-6, 6-4, 7-6(4)   | 27        |
| 4.   | Patty Schnyder         | 8       | Commonwealth Bank Tennis Classic, Bali | Cemento     | SF    | 6-4, 6-4           | 26        |
| 2007 |                        |         |                                        |             |       |                    |           |
| 5.   | Jelena Janković (1)    | 3       | Torneo di Wimbledon, Londra            | Erba        | 4T    | 3-6, 7-5, 6-3      | 19        |
| 6.   | Justine Henin          | 1       | Torneo di Wimbledon, Londra            | Erba        | SF    | 1-6, 7-5, 6-1      | 19        |
| 7.   | Anna Čakvetadze (1)    | 5       | Luxembourg Open, Lussemburgo           | Cemento (i) | QF    | 6-4, 4-6, 6-4      | 11        |
| 8.   | Jelena Janković (2)    | 3       | WTA Tour Championships, Madrid         | Cemento     | RR    | 6-1, 1-0 rit.      | 10        |
| 2008 |                        |         |                                        |             |       |                    |           |
| 9.   | Anna Čakvetadze (2)    | 8       | Bank of the West Classic, Stanford     | Cemento     | QF    | 6-3, 6-4           | 15        |
| 10.  | Anna Čakvetadze (3)    | 9       | Canadian Open, Montréal                | Cemento     | 3T    | 4-6, 7-5, 7-6(4)   | 15        |
| 2009 |                        |         |                                        |             |       |                    |           |
| 11.  | Jelena Janković (3)    | 1       | Australian Open, Melbourne             | Cemento     | 4T    | 6-1, 6-4           | 17        |
| 12.  | Jelena Janković (4)    | 6       | Bank of the West Classic, Stanford     | Cemento     | QF    | 3-6, 7-6(3), 6-3   | 14        |
| 13.  | Venus Williams         | 3       | Bank of the West Classic, Stanford     | Cemento     | F     | 6-2, 5-7, 6-4      | 14        |
| 14.  | Vera Zvonarëva         | 7       | China Open, Pechino                    | Cemento     | QF    | 3-6, 7-5, 6-2      | 13        |
| 2010 |                        |         |                                        |             |       |                    |           |
| 15.  | Svetlana Kuznecova     | 4       | Miami Open, Miami                      | Cemento     | 4T    | 6-3, 6-0           | 15        |
| 16.  | Caroline Wozniacki     | 3       | Cincinnati Open, Cincinnati            | Cemento     | 3T    | 6-4, 6-1           | 20        |
| 2011 |                        |         |                                        |             |       |                    |           |
| 17.  | Kim Clijsters          | 2       | Indian Wells Open, Indian Wells        | Cemento     | 4T    | 3-6, 3-1 rit.      | 17        |
| 18.  | Viktoryja Azaranka (1) | 5       | Eastbourne International, Eastbourne   | Erba        | QF    | 6-2, 2-0 rit.      | 9         |
| 19.  | Samantha Stosur (1)    | 10      | Eastbourne International, Eastbourne   | Erba        | SF    | 6-3, 6-1           | 9         |
| 20.  | Petra Kvitová (1)      | 8       | Eastbourne International, Eastbourne   | Erba        | F     | 6-1, 4-6, 7-5      | 9         |
| 21.  | Samantha Stosur (2)    | 6       | Japan Women's Open Tennis, Osaka       | Cemento     | F     | 6-3, 6-1           | 11        |
| 22.  | Viktoryja Azaranka (2) | 4       | WTA Tour Championships, Istanbul       | Cemento (i) | RR    | 5-7, 6-4, 6-4      | 9         |
| 2012 |                        |         |                                        |             |       |                    |           |
| 23.  | Viktoryja Azaranka (3) | 1       | Miami Open, Miami                      | Cemento     | QF    | 6-3, 6-3           | 7         |
| 24.  | Petra Kvitová (2)      | 5       | US Open, New York                      | Cemento     | 4T    | 1-6, 6-2, 6-0      | 11        |